# Liste der Nummer-eins-Hits in Griechenland (2006)
Diese Liste basiert auf den offiziellen Top 50 Greek & Foreign Albums (Top 50 Ελληνικών και Ξένων Άλμπουμ) und den offiziellen Top 50 Singles der IFPI Griechenland.

## Singles
| ← 2005 ← | Liste der Nummer-eins-Hits in Griechenland (Airplay) | Liste der Nummer-eins-Hits in Griechenland (Airplay) | Liste der Nummer-eins-Hits in Griechenland (Airplay) | 2007 →                    |
| \| Zeitraum \| Wo. ges. \| Interpret \| Titel Autor(en) \| Zusätzliche Informationen \| \| (Zeitraum, Wochen auf Platz eins, Interpret, Titel, Autor[en], zusätzliche Informationen) \| \| \| \| \| \| ----------------------------------------------------------------------------------------- \| -------- \| ------------------------- \| --------------------------- \| ------------------------- \| \| 1. Januar 2006 – 7. Januar 2006 1 Woche \| 1 \| Christos Santikai \| O Mikros Timpanistis \| – \| \| 8. Januar 2006 – 11. Februar 2006 5 Wochen (insgesamt 12) \| 12 \| Elena Paparizou \| Mambo! \| – \| \| 12. Februar 2006 – 18. Februar 2006 1 Woche \| 1 \| Aggelos Michail \| Efiges \| – \| \| 19. Februar 2006 – 4. März 2006 2 Wochen (insgesamt 12) \| 12 \| Elena Paparizou \| Mambo! \| – \| \| 5. März 2006 – 18. März 2006 2 Wochen (insgesamt 5) \| 5 \| Charlie Danai Favilli \| Imoun Aggelos Tou \| – \| \| 19. März 2006 – 25. März 2006 1 Woche \| 1 \| Madonna \| Sorry Madonna, Stuart Price \| – \| \| 26. März 2006 – 1. April 2006 1 Woche (insgesamt 5) \| 5 \| Charlie Danai Favilli \| Imoun Aggelos Tou \| – \| \| 2. April 2006 – 8. April 2006 1 Woche (insgesamt 3) \| 3 \| Kalia Veneti \| San Petalouda \| – \| \| 9. April 2006 – 22. April 2006 2 Wochen (insgesamt 5) \| 5 \| Charlie Danai Favilli \| Imoun Aggelos Tou \| – \| \| 23. April 2006 – 6. Mai 2006 2 Wochen (insgesamt 3) \| 3 \| Kalia Veneti \| San Petalouda \| – \| \| 7. Mai 2006 – 27. Mai 2006 3 Wochen \| 3 \| Anna Vissi \| Everything \| – \| \| 28. Mai 2006 – 10. Juni 2006 2 Wochen (insgesamt 3) \| 3 \| Constantinos Christoforou \| Thes Na Kanoume Schesi \| – \| \| 11. Juni 2006 – 17. Juni 2006 1 Woche \| 1 \| Goin’ Through \| Kalimera Ellada \| – \| \| 18. Juni 2006 – 24. Juni 2006 1 Woche (insgesamt 3) \| 3 \| Constantinos Christoforou \| Thes Na Kanoume Schesi \| – \| \| 25. Juni 2006 – 15. Juli 2006 3 Wochen (insgesamt 3) \| 3 \| Thanos Petrelis \| Eftichos \| – \| \| 16. Juli 2006 – 29. Juli 2006 2 Wochen (insgesamt 6) \| 6 \| Giorgos Mazonakis \| Summer In Greece \| – \| \| 30. Juli 2006 – 5. August 2006 1 Woche (insgesamt 3) \| 3 \| Thanos Petrelis \| Eftichos \| – \| \| 6. August 2006 – 8. September 2006 5 Wochen (insgesamt 6) \| 6 \| Giorgos Mazonakis \| Summer In Greece \| – \| \| 9. September 2006 – 24. November 2006 11 Wochen (insgesamt 13) \| 13 \| Michalis Hatzigiannis \| Ola I Tipota \| – \| \| 25. November 2006 – 1. Dezember 2006 1 Woche \| 1 \| Paschalis & Goin’ Through \| Scholio 2006 \| – \| \| 2. Dezember 2006 – 8. Dezember 2006 1 Woche (insgesamt 13) \| 13 \| Michalis Chatzigiannis \| Ola I Tipota \| – \| \| 9. Dezember 2006 – 12. Januar 2007 5 Wochen \| 5 \| Despina Vandi \| Kalanta \| – \| |                                                      |                                                      |                                                      |                           |
| ← 2005 |                                                      |                                                      |                                                      | → 2007 →                  |
| Zeitraum | Wo. ges.                                             | Interpret                                            | Titel Autor(en)                                      | Zusätzliche Informationen |
| (Zeitraum, Wochen auf Platz eins, Interpret, Titel, Autor[en], zusätzliche Informationen) |                                                      |                                                      |                                                      |                           |
| 1. Januar 2006 – 7. Januar 2006 1 Woche | 1                                                    | Christos Santikai                                    | O Mikros Timpanistis                                 | –                         |
| 8. Januar 2006 – 11. Februar 2006 5 Wochen (insgesamt 12) | 12                                                   | Elena Paparizou                                      | Mambo!                                               | –                         |
| 12. Februar 2006 – 18. Februar 2006 1 Woche | 1                                                    | Aggelos Michail                                      | Efiges                                               | –                         |
| 19. Februar 2006 – 4. März 2006 2 Wochen (insgesamt 12) | 12                                                   | Elena Paparizou                                      | Mambo!                                               | –                         |
| 5. März 2006 – 18. März 2006 2 Wochen (insgesamt 5) | 5                                                    | Charlie Danai Favilli                                | Imoun Aggelos Tou                                    | –                         |
| 19. März 2006 – 25. März 2006 1 Woche | 1                                                    | Madonna                                              | Sorry Madonna, Stuart Price                          | –                         |
| 26. März 2006 – 1. April 2006 1 Woche (insgesamt 5) | 5                                                    | Charlie Danai Favilli                                | Imoun Aggelos Tou                                    | –                         |
| 2. April 2006 – 8. April 2006 1 Woche (insgesamt 3) | 3                                                    | Kalia Veneti                                         | San Petalouda                                        | –                         |
| 9. April 2006 – 22. April 2006 2 Wochen (insgesamt 5) | 5                                                    | Charlie Danai Favilli                                | Imoun Aggelos Tou                                    | –                         |
| 23. April 2006 – 6. Mai 2006 2 Wochen (insgesamt 3) | 3                                                    | Kalia Veneti                                         | San Petalouda                                        | –                         |
| 7. Mai 2006 – 27. Mai 2006 3 Wochen | 3                                                    | Anna Vissi                                           | Everything                                           | –                         |
| 28. Mai 2006 – 10. Juni 2006 2 Wochen (insgesamt 3) | 3                                                    | Constantinos Christoforou                            | Thes Na Kanoume Schesi                               | –                         |
| 11. Juni 2006 – 17. Juni 2006 1 Woche | 1                                                    | Goin’ Through                                        | Kalimera Ellada                                      | –                         |
| 18. Juni 2006 – 24. Juni 2006 1 Woche (insgesamt 3) | 3                                                    | Constantinos Christoforou                            | Thes Na Kanoume Schesi                               | –                         |
| 25. Juni 2006 – 15. Juli 2006 3 Wochen (insgesamt 3) | 3                                                    | Thanos Petrelis                                      | Eftichos                                             | –                         |
| 16. Juli 2006 – 29. Juli 2006 2 Wochen (insgesamt 6) | 6                                                    | Giorgos Mazonakis                                    | Summer In Greece                                     | –                         |
| 30. Juli 2006 – 5. August 2006 1 Woche (insgesamt 3) | 3                                                    | Thanos Petrelis                                      | Eftichos                                             | –                         |
| 6. August 2006 – 8. September 2006 5 Wochen (insgesamt 6) | 6                                                    | Giorgos Mazonakis                                    | Summer In Greece                                     | –                         |
| 9. September 2006 – 24. November 2006 11 Wochen (insgesamt 13) | 13                                                   | Michalis Hatzigiannis                                | Ola I Tipota                                         | –                         |
| 25. November 2006 – 1. Dezember 2006 1 Woche | 1                                                    | Paschalis & Goin’ Through                            | Scholio 2006                                         | –                         |
| 2. Dezember 2006 – 8. Dezember 2006 1 Woche (insgesamt 13) | 13                                                   | Michalis Chatzigiannis                               | Ola I Tipota                                         | –                         |
| 9. Dezember 2006 – 12. Januar 2007 5 Wochen | 5                                                    | Despina Vandi                                        | Kalanta                                              | –                         |

Siehe auch: Nummer-eins-Hits 2006 in  Australien, Belgien, Dänemark, Deutschland, Finnland, Frankreich, Irland, Italien, Japan, Kanada, Kroatien, Mexiko, Neuseeland, den Niederlanden, Norwegen, Österreich, Polen, Portugal, Rumänien, Schweden, der Schweiz, Slowakei, Spanien, Südkorea, Tschechien, Ungarn, den Vereinigten Staaten und im Vereinigten Königreich.